# رنشانغ شنغ
رنشانغ شنغ (1898-1986) (بالإنجليزية: Ren-Chang Ching)‏ هو عالم نبات صيني.